# Турако жовтодзьобий
Турако жовтодзьобий (Tauraco macrorhynchus) — вид птахів родини туракових (Musophagidae).

## Поширення
Вид поширений в Західній Африці. Ареал виду розділений на дві частина: західна лежить від Сьєрра-Леоне до Гани, східна — від південної частини Нігерії до ангольського анклаву Кабінда, включаючи острів Біоко. Живе у тропічних дощових лісах.

## Опис
Птах середнього розміру, завдовжки до 42 см. Вага 215—270 г. Голова, шия та груди зеленого кольору. На голові є округлий гребінь зеленого кольору, кінчики якого забарвлені у чорно-білий або червоний кольори, залежно від підвиду. Решта тіла, крила та хвіст — фіолетово-сині. Має яскраві червоні пера на внутрішній стороні крил. Дзьоб маленький, гачкуватий, жовтого кольору. Навколо очей є кільце червоного кольору. Під оком є дві паралельні смуги — чорна і біла.

## Спосіб життя
Трапляється парами або невеликими групами. Проводить більшу частину свого часу серед гілок дерев, хоча може регулярно спускатися на землю, щоб попити. Живиться плодами, квітами, насінням, рідше комахами. Сезон розмноження змінюється залежно від району і може становити від грудня до серпня. Гніздо будує серед гілок високого дерева. У кладці 2 яйця. Інкубація триває близько 22-23 дні. Насиджують та піклуються про пташенят обидва батьки. У 5-тижневому віці птахи пробують літати.

## Підвиди
- T. m. macrorhynchus (Fraser, 1839) — західна частина ареалу
- T. m. verreauxii (Schlegel, 1854) — східна частина